# Tommaso Pasquale Gizzi

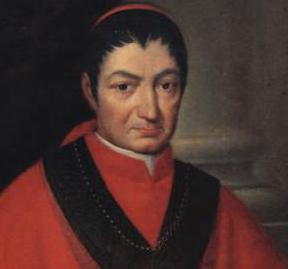
Kardinal Gizzi (1840)

Tommaso Pasquale Gizzi (* 22. September 1787 in Ceccano; † 3. Juni 1849 in Lenola) war Kardinalstaatssekretär.

## Leben
Gizzi stammte aus einer wohlhabenden bürgerlichen Familie. Er studierte am Priesterseminar zu Ferentino Theologie und empfing am 2. September 1810 die Priesterweihe. 1817 in Rom zum Doctor iuris utriusque promoviert, wurde er 1819 Advokat an der Rota Romana und von war 1820 bis 1823 Auditor an der Nuntiatur zu Luzern in der Schweiz. Hier war er auch von 1823 bis 1827 Geschäftsträger und von 1827 bis 1828 Internuntius. Nachdem er in vergleichbaren Positionen auch in München, Turin, Wien und Brüssel gewirkt hatte, wurde er 1837 Apostolischer Delegat in Ancona, was er bis 1839 blieb. Am 18. Februar 1839 zum Titularerzbischof von Theben ernannt, spendete ihm Kardinal Giacomo Filippo Fransoni am 21. April 1839 die Bischofsweihe; Mitkonsekratoren waren Giuseppe Maria Vespignani, Sekretär der Kongregation für die Bischöfe, und Ignazio Giovanni Cadolini, Sekretär der Kongregation Propaganda Fide. Er war von Juni 1839 bis Ende April 1841 als Apostolischer Nuntius in der Schweiz tätig, um dann von 1841 bis 1844 als Nuntius nach Turin zu gehen. Bereits am 12. Juli 1841 zum Kardinal in pectore erhoben, wurde er am 22. Januar 1844 Kardinalpriester von Santa Pudenziana. Er nahm am Konklave 1846 teil, das Pius IX. zum Papst wählte. Am 8. August 1846 wurde Kardinal Gizzi zum Kardinalstaatssekretär ernannt, was er jedoch nur bis 1847 blieb.
Er starb in Lenola und wurde dort im Chor der Kirche Santa Maria Maggiore beigesetzt.